# La Bahía (Guayaquil)
La Bahía es una zona comercial ubicada en el centro de la ciudad de Guayaquil, Ecuador. El área cuenta con alrededor de 13 000 puestos comerciales ubicados al aire libre que se reparten en una zona de aproximadamente 3,5 kilómetros de calles y pasos peatonales interconectados. Su nombre se deriva de su cercanía con el Río Guayas.
La Bahía es la zona de venta informal más grande de la ciudad, por lo que es denominada popularmente como el «corazón comercial» de Guayaquil. Es conocida en particular por ofrecer productos a precios económicos, su cultura del regateo y el expendio de objetos piratas.

## Historia
La zona comercial tiene su origen en la década de 1940, cuando en el área de las calles 10 de Agosto, Sucre y Malecón Simón Bolívar, se instalaron vendedores informales que vendían mercadería de contrabando a precios económicos y que obtenían de las lanchas y barcos que desembarcaban en el malecón, dado que en esa época aún no se había construido el Puerto Marítimo de Guayaquil.
La Bahía fue creada oficialmente mediante ordenanza municipal en 1996 y originalmente estaba delimitada por las calles Chimborazo, Capitán Nájera, Malecón Simón Bolívar y Colón. Para 1999, la zona contaba con alrededor de 5000 comerciantes.
El sector fue el epicentro del Incendio en la Bahía de 1997, hecho ocurrido el 5 de diciembre de ese año que dejó 11 muertos y 32 heridos causado por la explosión de fuegos pirotécnicos.
El 11 de diciembre de 2023, el concejo cantonal de Guayaquil aprobó una ampliación de la Bahía de 41 manzanas adicionales, argumentando que la población de la ciudad había crecido de forma considerable desde la creación original de la zona. La nueva extensión de la Bahía fue delimitada por las calles Noguchi, Gómez Rendón, Colón y la orilla del Río Guayas. Con el cambio, la alcaldía esperaba poder incrementar aproximadamente 7000 nuevos comerciantes en la zona.

## Piratería
La Bahía es conocida por ser un sitio de expendio de productos falsificados, que se ofertan de forma abierta sin ser regulados por parte de las autoridades. Según información compartida por la fiscalía de Delitos contra la Propiedad Intelectual, alrededor del 70% de los productos de La Bahía son falsificados y entre las categorías de productos afectadas se encuentra la ropa, el cine y la música. La venta de discos compactos piratas es particularmente generalizada en el área y para la década de 2010 había generado un mercado nacional en que discos falsificados de música o de películas eran quemados en la Bahía y luego exportados en cajas hacia otras ciudades de Ecuador.
De acuerdo al director de la Sociedad de Autores y Compositores del Ecuador, el auge de piratería en la Bahía nació a raíz de la Crisis económica en Ecuador de 1998-1999, la misma que impactó el poder adquisitivo de la población y llevó al aumento de venta de productos musicales piratas.
En 2011, el Departamento de Comercio de los Estados Unidos emitió un informe con un listado en el que incluyó a la Bahía en el top cinco de los mayores «paraísos de la piratería» del mundo. En su informe, el Departamento de Comercio describió a la Bahía como «un extenso mercado» en que se comercializan «grandes cantidades de bienes ilícitos, muchos de los cuales son ya sea productos falsificados o bienes robados».